# 尾藤時綱
尾藤 時綱（びとう ときつな）は、鎌倉時代後期の武士。北条氏得宗家被官である御内人。尾藤景氏の孫。
正応4年（1291年）、鎮西談議所の奉行が私腹を肥やし、不公平な裁決を下しているという訴えが増加したため、幕府の命を受け、小野沢実綱と共に鎮西へ赴き、筑後国河上社の造営や神事などに関与した。徳治2年5月4日（1307年6月4日）、円覚寺での北条時宗忌日斎会では九番衆筆頭を務め、延慶2年（1309年）4月に寄合衆、翌2年（1310年）に得宗家公文所奉行人連署奉書（得宗家の家政機関）に就任した。
応長2年/正和元年（1312年）、鶴岡八幡宮での評定衆に任じられると八幡宮別当や供僧の事務を統括する。元亨3年10月26日（1323年11月25日）、円覚寺で行われた9代執権北条貞時の十三回忌供養では一品経の阿弥陀経や砂金50両等を調達した。
西園寺公衡の日記『公衡公記』では、正和四年（1315年）に時綱の館で大火が起こり館が全焼した記述がある。